# Raimondo della Torre

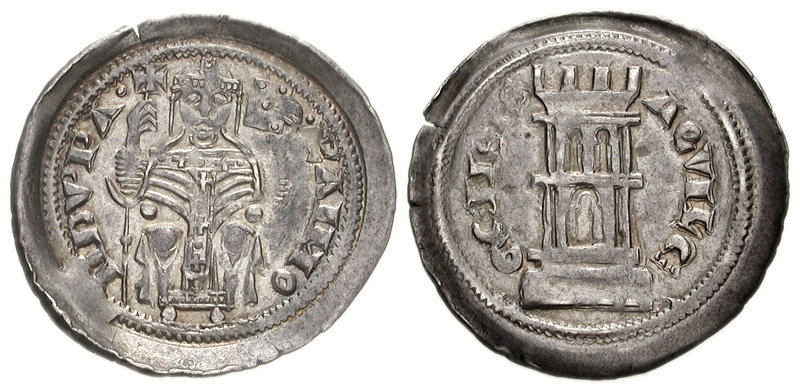
Raimondo della Torre auf einem zeitgenössischen Denar

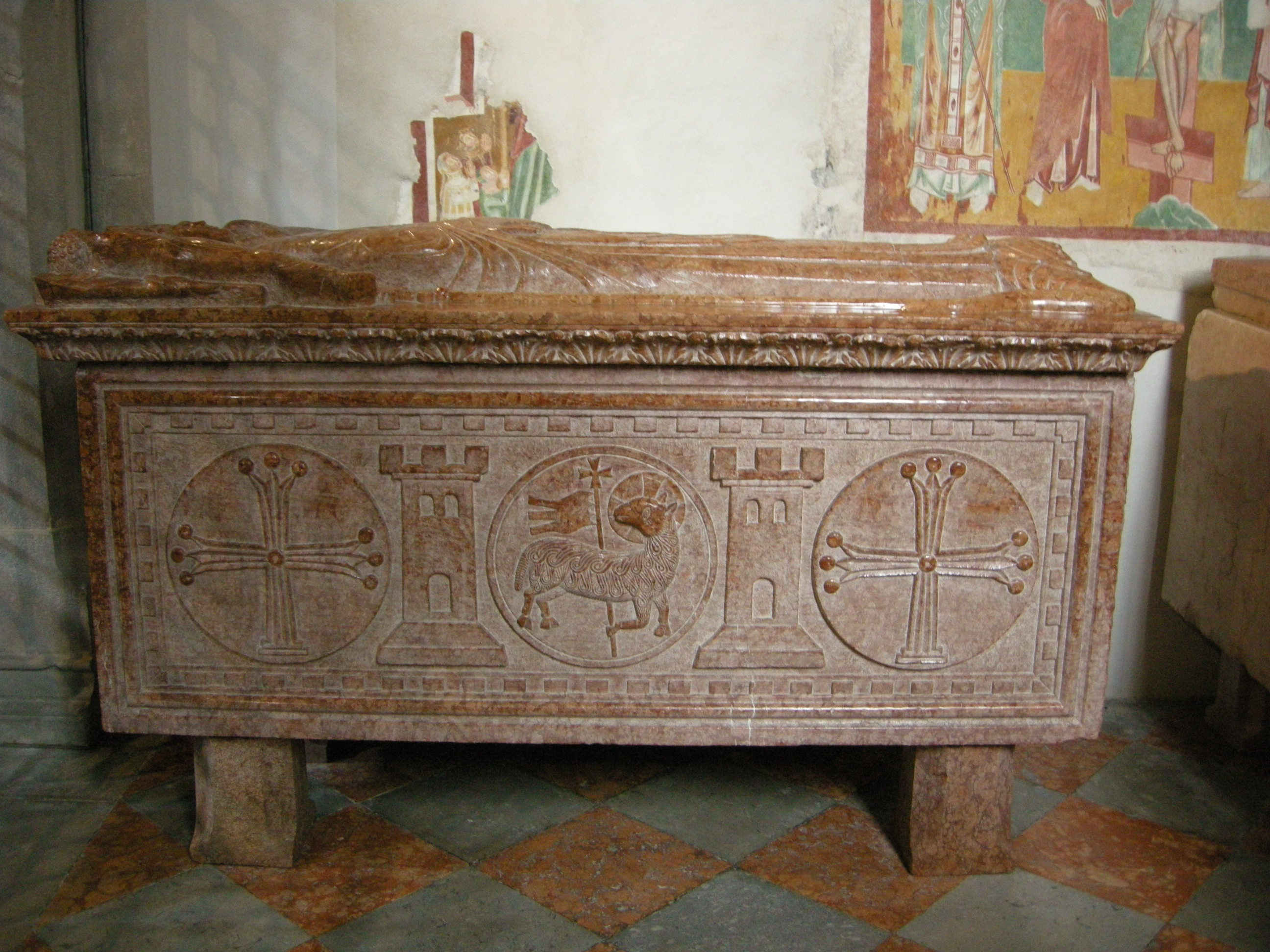
Sarkophag des Raimondo della Torre in der Basilika von Aquileia

Raimondo della Torre († 23. Februar 1299) war Bischof von Como und ab 1273 Patriarch von Aquileia.

## Leben
Raimondo della Torre war ein Sohn von Pagano della Torre aus dem Mailänder Patriziergeschlecht Torriani. Della Torre war von 1251 bis 1262 Erzpriester von Monza. Als Mitglieder der Guelfen nahm er 1261 bis 1262 den Stuhl des Erzbischofs von Mailand ein, wurde in seinem Amt allerdings nie bestätigt, da Papst Urban IV. seinen Kontrahenten Ottone Visconti zum Erzbischof ernannte. 1262 wurde della Torre zum Bischof von Como erhoben. Am 21. Dezember 1273 wurde er von Papst Gregor X. zum Patriarchen von Aquileia ernannt. Aquileia und das Friaul wurden infolgedessen ein Zufluchtsort für die Familienmitglieder der Torriani, die als Anführer der Guelfen 1277 aufgrund der Niederlage gegen die Familie Visconti aus Mailand fliehen mussten. Ab diesem Zeitpunkt bauten die Torriani ihren Wirkungs- und Einflussbereich im Friaul und den angrenzenden Gebieten aus.
1283 verbündete sich della Torre mit Treviso, Padua, Triest, Genua und Albert I. von Görz und zog gegen die Republik Venedig in den Krieg, die ihre Vormachtstellung in Istrien zunehmend ausbaute. Der Konflikt hielt bis 1291 an. In dieser Zeit hob della Torre die Steuern auf ein Vielfaches an und verpflichtete alle Männer zwischen 18 und 60 Jahren in den Krieg zu ziehen. Im November 1291 erhielt der Patriarch im Frieden von Treviso Muggia, Moccò, Buje und Pula, musste aber im Gegenzug auf die westlichen Gebiete Istriens verzichten, die der Doge von Venedig, Marino Morosini, für die Seemacht beanspruchte. Triest war der Verlierer des Krieges. Die Stadt musste Venedig die Kriegskosten erstatten, die eigenen Befestigungsmauern schleifen und der Bischof von Triest blieb weiterhin ein Vasalle des Patriarchen von Aquileia. Erst 1295 willigte della Torre ein, dass der Bischof von Triest, Brissa di Toppo, seine letzten weltlichen Herrscherrechte an die Triestiner Bürger abtrat. Mit seinem Verzicht auf die letzte bischöfliche Kontrolle über die Organe der Volksvertretung wurde die Gemeinde Triest 1295 zur freien Stadt.
Della Torre wurde 1299 in der Basilika von Aquileia beigesetzt.